# Буковский, Сергей Иванович
 Серге́й Ива́нович Буко́вский — советский военный деятель, генерал-майор (1949).

## Биография

### Начальная биография
Сергей Иванович Буковский родился 25 сентября 1901 года в Санкт-Петербурге.
Призван на службу в русскую императорскую армию, служил в 13 стрелковом полку.
С 1918 года принимает участие в гражданской войне в рядах Красной армии. В 1919 году обучался на 1-х Московских пулемётных курсах. С 1919 по 1921 год воевал на Южном и Юго-Западном фронтах против Деникина и Врангеля и по ликвидации банд Махно и Антонова. В сентябре 1920 года взят в плен частями генерала Врангеля. С октября 1920 года служба рядовым в частях генерала Врангеля.
В 1920 году вступил в ВКП(б).

### Межвоенные годы
В 1922 году окончил 51-е Харьковские пехотно-командные курсы. В 1927 году сдал экстерном экзамены за курс обучения пехотной школы.
С 1931 года по 1933 год обучался в Военной Академии им. Фрунзе.
С 1933 по 1939 год занимал различные командные должности в Белорусском военном округе.
В должности командира 596-го стрелкового полка 122-й стрелковой дивизии принимал участие в советско-финской войне 1939—1940 годов.

### В Великую Отечественную войну
В начале Великой Отечественной Войны находился в должности начальника штаба 122-й стрелковой дивизии Ленинградского военного округа. С августа по октябрь 1941 на должности временно исполняющего дела (ВРИД) командира дивизии.
Далее в должности начальника штаба Масельской и Мурманской оперативной группы14-й армии Карельского фронта.
С июля 1942 года назначен начальником оперативного отдела 32-й армии (Карельский фронт).
С октября 1942 года — заместитель начальника штаба 26-й армии.
С мая 1943 года — заместитель начальника штаба 66-й армии.

Принимал участие в Курской битве в должности начальника оперативного отдела 5-й Гвардейской армии. В сентябре 1943 года под Полтавой получил тяжелое ранение в грудь.
С января 1944 года исполняющий должность начальника штаба 37-го Гвардейского стрелкового корпуса.
С октября 1944 года по 9 мая 1945 года в должности начальника штаба 16-го Гвардейского стрелкового корпуса 11- ой гвардейской армии.

### В послевоенные годы
В декабре 1945 года гвардии полковник Буковский назначен заместителем начальника штаба Особого Военного Округа. В 1949 году Сергею Ивановичу Буковскому присвоено очередое воинское звание — генерал-майор.
Служил на различных должностях в Уральском военном округе . Туркестанском военном округе, в том числе первым заместителем начальника штаба округа.
В 1954 году окончил Военную академию имени Ворошилова.
В 1958 году уволен в запас с правом ношения военной формы.
Последние годы жизни проживал в городе Горьком.
Умер в 1983 году, похоронен на Старо-Автозаводском кладбище. (г. Нижний Новгород)

## Воинские звания
- Старший лейтенант (1935 г.)
- Капитан (1936 г.)
- Майор (26.04.1937 г.)
- Полковник (1940 г.)
- Генерал-майор (1949 г.)

## Награды
- Орден Ленина (30.04.1945), (№ 42566)
- Три ордена Красного Знамени (28.09.1943, 21.02.1945, 20.06.1949),
- Орден Кутузова 2-й степени (19.04.1945), (№ 1758)
- Орден Красной Звезды (08.03.1943), (№ 119185)
- Медаль За боевые заслуги (Указ от 28.10.1967)
- Юбилейная медаль «За воинскую доблесть. В ознаменование 100-летия со дня рождения Владимира Ильича Ленина» (1970)
- Медаль За оборону Советского Заполярья
- Медаль «За взятие Кёнигсберга»
- Медаль «За победу над Германией в Великой Отечественной войне 1941—1945 гг.»
- Медаль Ветеран Вооружённых Сил СССР.[источник не указан 334 дня]
- Медаль Двадцать лет Победы в Великой Отечественной войне 1941—1945 гг.
- Медаль Тридцать лет Победы в Великой Отечественной войне 1941—1945 гг.
- Медаль «XX лет Рабоче-Крестьянской Красной Армии». (№ 035148)
- Медаль 30 лет Советской Армии и Флота
- Медаль 40 лет Вооружённых Сил СССР
- Медаль 50 лет Вооружённых Сил СССР
- Медаль 60 лет Вооружённых Сил СССР